# UV-Index
Der UV-Index (UVI) ist ein international normiertes Maß für die sonnenbrandwirksame solare Bestrahlungsstärke (Ultraviolettstrahlung), gewichtet gemäß einer empirisch bestimmten spektralen Wirkfunktion. Häufig wird der UV-Index als Maß für die stärkste solare Strahlung um die Mittagszeit (Tageshöchstwert) zur Kleidungswahl verwendet. Je höher der UVI ist, desto schneller können bei ungeschützter Haut durch UV-Strahlung bedingte gesundheitliche Schäden wie Sonnenbrände auftreten. Er variiert mit der Bewölkung, dem Sonnenstand (also mit geographischer Breite, Tages- und Jahreszeit), der Dicke der Ozonschicht sowie mit der Höhe des Ortes. Die Wirkungen auf den menschlichen Körper hängen von der Expositionsdauer und dem Hauttyp ab und lassen sich durch das Verhalten und Schutzmaßnahmen beeinflussen. Ab UVI 3 werden  Sonnenschutzmaßnahmen (Sonnencreme etc.) empfohlen. Ein größerer UVI-Wert als fünf steht für eine hohe Belastung mit UV-Strahlung. Aufgrund der Verknüpfung mit der natürlichen auf der Erdoberfläche eintreffenden spektralen solaren Bestrahlungsstärke ist dieser Wert nicht direkt für die Klassifizierung von technischen oder anderen UV-Quellen geeignet, die typischerweise spektral stark konzentriert emittieren und individuell gemäß den entsprechenden Normen beurteilt werden müssen.
Der weltweit einheitlich verstandene UV-Index wurde von der Weltgesundheitsorganisation (WHO), Weltorganisation für Meteorologie, dem Umweltprogramm der Vereinten Nationen und durch die Internationale Kommission zum Schutz vor nichtionisierender Strahlung (ICNIRP) eingeführt.

## Stufung und Schutz
Der UV-Index ist eine ganze Zahl auf einer nach oben offenen Skala; er wird häufig in Wettervorhersagen angegeben. Dabei bezieht sich die Angabe immer auf den erwarteten Tageshöchstwert der sonnenbrandwirksamen UV-Strahlung zu der Zeit, wenn die UV-Strahlen am stärksten und somit am gefährlichsten sind; dies ist in der Regel zum Sonnenhöchststand der Fall. Den verschiedenen UVI-Werten sind Empfehlungen zum Schutz vor UV-Strahlung zugeordnet (Verhaltensmaßnahmen, Sonnenschutzmittel). Unter Berücksichtigung von UVI und individueller Lichtempfindlichkeit (Hauttyp, erworbener Eigenschutz) werden entsprechende Schutzmaßnahmen für den Aufenthalt im Freien empfohlen:
| UV-Index | Bewertung | Schutz |
| -------- | --------- | --- |
| 0–2      | niedrig   | Kein Schutz erforderlich. |
| 3–5      | mäßig     | Schutz erforderlich: Hut, T-Shirt, Sonnenbrille, Sonnencreme |
| 6–7      | hoch      | Schutz erforderlich: Hut, T-Shirt, Sonnenbrille, Sonnencreme. Die WHO empfiehlt, mittags den Schatten zu suchen. |
| 8–10     | sehr hoch | zusätzlicher Schutz erforderlich: Aufenthalt im Freien möglichst vermeiden Die WHO empfiehlt, den Aufenthalt im Freien zwischen 11 und 15 Uhr zu vermeiden; auch im Schatten gehören ein sonnendichtes Oberteil, lange Hosen, Sonnencreme, Sonnenbrille und ein breitkrempiger Hut zum sonnengerechten Verhalten.                                     |
| ≥ 11     | extrem    | zusätzlicher Schutz erforderlich: Aufenthalt im Freien möglichst vermeiden Die WHO rät, zwischen 11 und 15 Uhr im Schutz eines Hauses zu bleiben und auch außerhalb dieser Zeit unbedingt Schatten zu suchen. Auch im Schatten gelten ein sonnendichtes Oberteil, lange Hosen, Sonnencreme, Sonnenbrille und ein breitkrempiger Hut als unerlässlich. |

Zur Vergleichbarkeit wurden für Sonnenschutzcremen der „Lichtschutzfaktor“ und für Kleidung der UV-Schutzfaktor (UV-Protection-Factor, UVP) eingeführt, die die Verlängerung der für die Person gültige maximale Aufenthaltsdauer quantifizieren.
Der beste Sonnenschutz wird gemäß deutscher Strahlenschutzkommission durch entsprechende Kleidung und durch gute Sonnenbrillen erreicht. Als ausreichender Lichtschutzfaktor wird bei Sonnenschutzmitteln mindestens der doppelte UV-Index empfohlen; sie sollten im UV-B- und UV-A-Bereich wirksam sein. Kinder und besonders empfindliche Personen sind im Besonderen schutzbedürftig.
Da jedoch nicht angegeben wird,
- ob bei konsequenter Anwendung der empfohlenen Schutzmaßnahmen ein dauerndes Leben im Freien ohne Hautschäden möglich ist oder
- ob zusätzlich Aufenthaltsdauern im Sonnenschein begrenzt werden müssen,
- ob auch bei sehr kurzzeitigem Aufenthalt im Freien die gleichen Maßnahmen erforderlich sind
- und weil der Hauttyp ausgeklammert wird,[6]

kann der UV-Index nur als vergleichender Anhaltspunkt genutzt werden, ähnlich wie bei kaltem Wetter abgeschätzt wird, welche Kleidung Erfrierungen bei einer bestimmten Aufenthaltsdauer und Aktivität im Freien verhindert.
Ist die individuelle minimale Erythemdosis (MED, angegeben in Jm−2) eines Menschen bekannt, lässt sich mit dem UV-Index (UVI) die Zeit (in Minuten) zum Erreichen einer ersten gerade sichtbaren Hautrötung, die Sonnenbrandzeit, wie folgt errechnen: Betrag der MED geteilt durch das Eineinhalbfache des UV-Indexes. Bei einer MED von 240 Jm−2 und einem UV-Index von 8 (maximal 0,2 Wm−2) ergibt sich beispielsweise eine Sonnenbrandzeit von 20 Minuten. Da eine Hautschädigung schon bei einer Dosis erfolgt, die noch keinen Sonnenbrand erzeugt, sollte ein ungeschützter Aufenthalt im Freien deutlich kürzer als die Sonnenbrandzeit bleiben.

## Einflussfaktoren
- Die Intensität der UV-Strahlung hängt primär vom Sonnenzenitwinkel[8] und damit stark von Breitengrad, Jahres- und Tageszeit ab.
- Mit der Höhe nehmen die UV-Werte alle 1000 Meter um etwa 12 % zu,[9] da das Sonnenlicht weniger Atmosphäre durchqueren muss, um die Oberfläche zu erreichen, und daher weniger durch Partikel wie Staub, Feuchtigkeit oder Verschmutzung gestreut, reflektiert und absorbiert wird.[10]
- Extreme UVI-Werte über 10 finden sich vorwiegend in Äquatornähe, in Gebieten mit reduzierter Ozonschicht und im Hochgebirge (z. B. Schweiz).
- Je nach Bewölkung können sich auch deutlich geringere Werte ergeben, allerdings sind Wolken, sofern die Sonne selbst nicht verdeckt ist, auch in der Lage die UV-Strahlung zu intensivieren, da sie das Licht Richtung Boden streuen und rückkehrendes Licht wieder zur Oberfläche reflektieren.[11]

Die höchste jemals aufgezeichnete UV-Strahlungsintensität wurde 2003 am Gipfel des Licancabur in den bolivianischen Anden mit einem Wert von 43 gemessen.

## UVI-Werte im Jahresverlauf
Typische UVI-Werte ausgewählter Orte im Laufe eines Jahres (Maximalwerte, d. h. um die Mittagszeit, jeweils am 21. eines Monats):
| Ort              | Breitengrad | Jan | Feb | Mär | Apr | Mai | Jun | Jul | Aug | Sep | Okt | Nov | Dez |
| ---------------- | ----------- | --- | --- | --- | --- | --- | --- | --- | --- | --- | --- | --- | --- |
| Sankt Petersburg | 60° N       | 0   | 0   | 1   | 3   | 4   | 5   | 5   | 4   | 2   | 1   | 0   | 0   |
| Berlin           | 52° N       | 1   | 1   | 2   | 4   | 5   | 7   | 7   | 5   | 3   | 1   | 1   | 0   |
| Mallorca         | 39° N       | 2   | 3   | 4   | 6   | 8   | 9   | 9   | 8   | 6   | 4   | 2   | 1   |
| Singapur         | 1° N        | 11  | 12  | 13  | 13  | 11  | 11  | 11  | 11  | 12  | 12  | 11  | 10  |
| Sydney           | 34° S       | 11  | 10  | 8   | 5   | 3   | 2   | 3   | 4   | 6   | 7   | 9   | 10  |

Deutschland

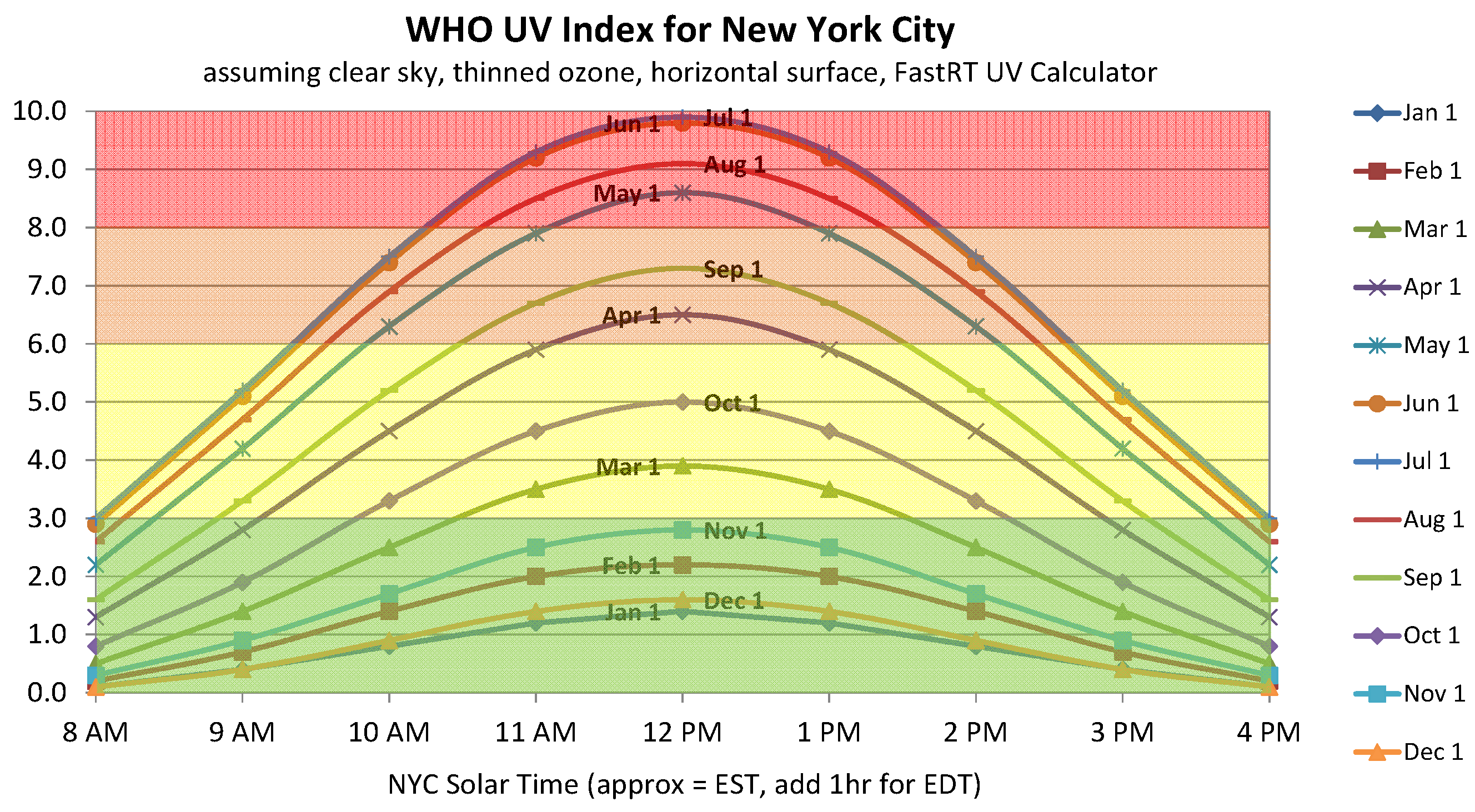
Typische Tagesverläufe des UV-Index am Beispiel von New York City

Im deutschen Raum ist in den Monaten Mai bis August ein UV-Index zwischen 5 und 8 üblich. Bereits ab März und bis Ende Oktober kann der Index 3 bis 5 erreichen. Im Winter werden hingegen lediglich Werte bis maximal 3 erreicht, mit Ausnahme der Gebirgsregionen. Insbesondere im Sommer können in den höheren Lagen der Alpen auch Werte von 9 und 10 erreicht werden.

## Definition
Der UV-Index ist eine international festgelegte Messgröße. Die spektrale Bestrahlungsstärke {\displaystyle E(\lambda )} einer horizontalen Fläche wird mit dem von der CIE definierten Wirkungsspektrum {\displaystyle s_{\text{er}}(\lambda )} gewichtet integriert:
{\displaystyle E_{\text{CIE}}=\int s_{\text{er}}(\lambda )\,E(\lambda )\,\mathrm {d} \lambda }

Das Wirkungsspektrum für den UV-Index ist das Produkt des solaren Leistungsspektrums (spektrale Bestrahlungsstärke) und des erythmealen Aktionsspektrums (der Hautempfindlichkeit) gegenüber der Wellenlänge im UV.

 Das Wirkungsspektrum bewertet Strahlung von 298 nm und kurzwelliger mit Faktor 1, langwelligere Strahlung zunehmend geringer, Strahlung von 328 nm etwa noch mit Faktor 0,0015 und Strahlung von 400 nm schließlich nur mit Faktor 0,00012. So ergeben sich in der Regel Werte bis etwa 300 mW/m². Um den UV-Index als handliche Größe der Dimension Zahl zu erhalten, wird noch durch 25 mW/m² dividiert.
Schließlich ist der für Warnungen geeignete maximale UV-Index eines Tages als höchster 30-Minuten-Mittelwert definiert.
Die Gewichtsfunktion {\displaystyle s_{\text{er}}(\lambda )} berücksichtigt die stark von der Wellenlänge abhängige schädigende Wirkung der Strahlung. Sie ist zwar im Bereich von 250 bis 400 nm definiert (CIE-Dokument S007/G-1998), aber da die UV-Intensität am Erdboden jenseits von 300 nm steil abfällt, reicht es für die Anwendung UV-Index aus, die Bestrahlungsstärke im Bereich 290 bis 400 nm zu messen.

## Geschichte
Der UV-Index wurde 1992 in Kanada als Reaktion auf wachsende Bedenken hinsichtlich der potenziellen Erhöhung der UV-Strahlung durch die Ausdünnung der Ozonschicht (Ozonloch) eingeführt. 1994 wurde der Index als Standardindikator für UV-Werte von der Weltorganisation für Meteorologie (WMO) und der Weltgesundheitsorganisation (WHO) angenommen. Der ursprüngliche Index ging von Null bis Zehn, ausgerichtet an den nordamerikanischen Strahlungswerten. 2002 verabschiedete die WHO einen Leitfaden (Global Solar UV Index – A Practical Guide), der den höheren Strahlungswerten in tropischen Regionen Rechnung trug und zur Weiterentwicklung des Index auf Basis des kanadischen Index führte. Im Februar 2004 wurde schließlich der bis heute international verwendete UV-Index von der WHO, WMO, dem Umweltprogramm der Vereinten Nationen (UNEP) und der Internationalen Kommission zum Schutz vor nichtionisierender Strahlung (ICNIRP) eingeführt.